# آرن‌برگ
شهر آرن‌برگ (به آلمانی: Arneburg) در ایالت زاکسن-آنهالت در کشور آلمان واقع شده است.